# Live At the House of Blues, Sunset Strip
Live At the House of Blues, Sunset Strip es el segundo álbum en vivo del cantautor estadounidense Jesse McCartney.

## Información
El álbum fue lanzado el 23 de noviembre, puede ser adquirido solamente en descarga digital en iTunes. Este contiene tanto canciones del álbum debut de McCartney, como del tercer álbum de estudio, Departure.

## Canciones
| Live At the House of Blues, Sunset Strip (Live Nation Studios) |                            |          |  |
| N.º                                                            | Título                     | Duración |  |
| 1.                                                             | «Freaky» (Live)            | 4:37     |  |
| 2.                                                             | «Makeup» (Live)            | 3:30     |  |
| 3.                                                             | «My Baby» (Live)           | 4:27     |  |
| 4.                                                             | «Beautiful Soul» (Live)    | 4:51     |  |
| 5.                                                             | «It's Over» (Live)         | 4:02     |  |
| 6.                                                             | «Rock You» (Live)          | 1:09     |  |
| 7.                                                             | «Runnin'» (Live)           | 3:01     |  |
| 8.                                                             | «Into Ya» (Live)           | 3:10     |  |
| 9.                                                             | «She's No You» (Live)      | 3:15     |  |
| 10.                                                            | «Oxygen» (Live)            | 7:57     |  |
| 11.                                                            | «How Do You Sleep?» (Live) | 3:31     |  |
| 12.                                                            | «Told You So» (Live)       | 4:08     |  |
| 13.                                                            | «Relapse» (Live)           | 5:50     |  |
| 14.                                                            | «Leavin'» (Live)           | 4:55     |  |
| 15.                                                            | «Body Language» (Live)     | 4:24     |  |
| 62:47                                                          |                            |          |  |